# 峻德铁路
峻德铁路是中华人民共和国黑龙江省佳木斯市至同省鹤岗市的一条单线非电气化铁路，全长28公里，曾为鹤岗铁路的一部分。

## 历史
1926年，鹤岗煤矿股份有限公司为解决煤炭外运问题，投资120万银元，修筑鹤岗矿区至松花江莲江口码头运煤铁路。1926年春季开始施工。1927年1月1日正式营运。线路设计标准低，为宽轨铁路。1930年代，日满当局为加强鹤岗煤炭外运能力，并与绥佳线接轨，将鹤岗铁路的宽轨改为准轨。1949年以后，线路设施逐段换新。线路允许时速80公里，牵引定数：客车700吨，货车上行3300吨，下行1800吨。
为有效解决既有线线路标准低、列车运行慢等问题，2018年鹤岗市、黑龙江省政府和中国铁路总公司联合启动既有线提速改造项目，改造项目新建鹤立至大陆段单线电气化铁路。
2022年6月1日，根据国铁集团有关通知，既有鹤岗铁路鹤立至大陆段更名为峻德铁路，8月30日起实施。